# Hank Marvin
Hank Marvin (rođen je kao Brian Robson Rankin, 28. listopada 1941., Newcastle upon Tyne, Engleska), jedan je od najpoznatijih britanskih solo gitarista, dugogodišnji član grupe The Shadows, engleske instrumentalne rock grupe, i pratećeg orkestra pjevača Cliffa Richarda. Marvin je kao gitarist, njegovao - čisti zvuk električne gitare, s pažljivo biranim dionicama eha i vibrata.

## Životopis
Marvin je u rodnom Newcastlu, naučio svirati piano i bendžo, kad je čuo pjesme novopečene američke rock zvijezde Buddyja Hollyja odlučio se prebaciti na gitaru. Iako su mu i prethodna glazbena iskustva dobro došla, u neobično dugoj glazbenoj karijeri. Za jednog putovanja u London, s prijateljem iz škole, Bruce Welchom, susreo je Johnnyja Fostera, menadžera Cliffa Richarda, koji je tražio boljeg solo gitarista za tadašnju prateću grupu Cliffa Richarda] - The Drifters. Marvin je pristao pridružiti se Driftersima, ako u toj grupi bude i Bruce Welch, tako su se obojica našla u pratećoj grupi naglo rastuće zvijezde britanske pop i rock glazbe - Cliffa Richarda. Tako je otpočela njegova karijera profesionalnog glazbenika, i neobično utjecajnog rock gitarista.

## Glazbena karijera
Hank Marvin posjedovao je prvu Fender Stratocaster gitaru u Britaniji, serijskog broja 34346, ova gitara sa svojim tremolom, učinila je zvuk Shadowsa nadaleko poznatim, i utjecala na razvoj ostalih gitarista i glazbeni ukus dvadesetog stoljeća. Tu gitaru donio mu je iz Amerike osobno, Cliff Richard. Marvinov osobiti zvuk, bio je rezultat; kako Stratocaster gitare, tako i Vox pojačala (modela: AC15 i AC30). Hank Marvin je utjecao na mnoge slavne gitariste poput Davida Gilmoura,Petea Townshenda, Marka Knopflera, Franka Zappe, Neila Younga, Carlosa Santane i mnogih drugih.
Okušao se je i kao skladatelj, od vlastitih skladbi najpoznatija mu je Geronimo sa Shadowsima, bio je i vrlo često koautor sa; Bruce Welch, Brian Bennettom i John Rostillom brojnih uspješnica za Cliffa Richarda kao što su; I Could Easily Fall in Love with You i In the Country.
1988. Hank Marvin se upustio u zajednički glazbeni projekt s francuskim organistom i kompozitorom Jean Michel Jarreom na skladbi London Kid, koja je objavljena na albumu Revolutions. 2007., Marvin se upustio u suradnu s francuskim gitaristom Jean-Pierre Danelom na njegovom uspješnom albumu Guitar Connection 2. 
Hank Marvin je i pored svoje solo karijere, uvijek ostao vjeran svojim Shadowsima, s kojima redovito koncertira (posljednje velike turneje 2004. i 2005. i brojni pojedinačni nastupi).
- Kao kuriozum valja spomenuti, - Hank Marvin u londonskom slangu (cockney) znači: Jako sam gladan.

## Vlastita diskografija (poredShadowsa)

### Albumi
- 1969. Hank Marvin
- 1977. Hank Marvin Guitar Syndicate
- 1982. Words and Music
- 1983. All alone with friends
- 1992. Into the light
- 1993. Heartbeat
- 1995. Hank plays Cliff
- 1996. Hank plays Holly
- 1997. Hank plays Live
- 1997. Plays the music of Andrew Lloyd Webber
- 2000. Marvin at the Movies
- 2002. Guitar Player
- 2007. Guitar Man

## Vanjske poveznice
- Portal posvećen Hank Marvinu i grupi The Shadows  Arhivirana inačica izvorne stranice od 5. siječnja 2014. (Wayback Machine)
- Neslužbeni web portal Hanka Marvina i grupe The Shadows  Arhivirana inačica izvorne stranice od 22. srpnja 2008. (Wayback Machine)